# 網紋鸚嘴魚
網紋鸚嘴魚，又名黃鸚哥魚，俗名鸚哥、青衣，為輻鰭魚綱鱸形目隆頭魚亞目鸚哥魚科的其中一種。

## 分布
本魚分布於印度太平洋區，包括紅海、聖誕島、萊恩群島、迪西島、日本南部、台灣、中國沿海、越南、泰國、馬來西亞、菲律賓、印尼、澳洲、拉帕群島、新幾內亞、新喀里多尼亞、所羅門群島、帛琉、斐濟群島、萬那杜、法屬玻里尼西亞等海域。

## 深度
水深3至30公尺。

## 特徵
本魚體延長而略側扁。頭部輪廓呈平滑的弧型。開始型雌魚，體棕紅色，各鱗片具暗綠色。體各部份鰭條均為紅色。尾柄部為淡紅色。截形尾略帶雙凹形尾。終端型雄魚，體深藍綠色，各鱗片具不規則之橘紅色斑紋。齒板之外表面平滑，上齒板幾被上唇所覆蓋；大成魚之上齒板具0至2犬齒；每一上咽骨具1列臼齒狀之咽頭齒。頰部及尾柄部較淡色。背鰭、臀鰭和尾鰭具和體同色的寬斑縱紋。具雙凹型尾。背鰭硬棘9枚、背鰭軟條10枚、臀鰭硬棘3枚、臀鰭軟條9枚。體長可達40公分。

## 生態
本魚小魚生活於有珊瑚礁或圓石的礁湖中，大魚喜獨棲於珊瑚礁區離岸面之海域。

## 經濟利用
食用魚類，食用時宜用鹽巴鹽醃一至二小時再行煎時。